# Ivan Cankar

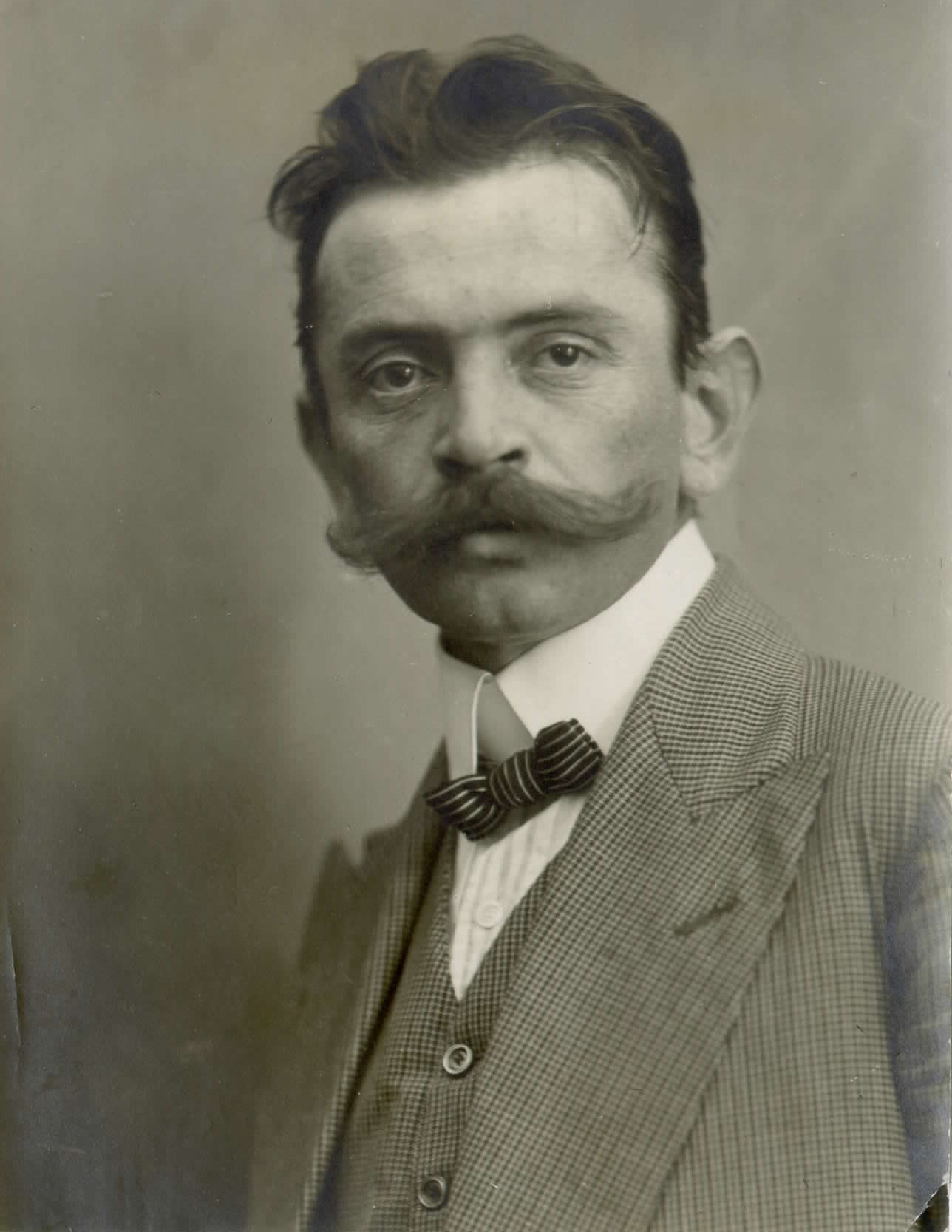
Ivan Cankar

Ivan Cankar (* 10. Mai 1876 in Vrhnika / Oberlaibach, Österreich-Ungarn; † 11. Dezember 1918 in Ljubljana, Königreich Jugoslawien) war slowenischer Prosaist, Dramatiker, Lyriker, Satiriker, Essayist und Kritiker. Cankar ist die zentrale Gestalt der slowenischen literarischen Moderne und eine der bedeutendsten Personen der slowenischen Kulturgeschichte.

## Leben
Ivan Cankar war der Sohn des Schneiders Jožef Cankar und dessen Frau Neža, geb. Pivk, Tochter eines Knechts in Vrzdenec nahe Vrhnika. Seine Kindheit und Jugend waren von Armut geprägt. Da Ivan ein guter Schüler war, wurde ihm mithilfe einer jährlichen Zuwendung durch die Kranjska hranilnica (Krainer Sparkasse) der Besuch des Realgymnasiums in Ljubljana ermöglicht (Unterrichtssprache Deutsch); diese reichte jedoch kaum zur Deckung der Wohnungskosten, weshalb er auf verschiedene Freitische (u. a. beim Schriftsteller und späteren Bürgermeister Ljubljanas Ivan Tavčar) angewiesen war. Unter anderem in seiner postum erschienenen Erzählung Grešnik Lenart. Življenjepis otroka (Der Sünder Lenart. Biographie eines Kindes) sollte Ivan Cankar diese Zeit und die mit der fremden Wohltätigkeit verbundenen Demütigungen in eindrücklicher Weise thematisieren.
Nach der Matura 1896 ging Cankar nach Wien, wo er Hochbau an der Technischen Universität inskribierte, brach das Studium aber bereits im Frühjahr 1897 ab und kehrte nach Vrhnika zurück. Nach dem Tod seiner Mutter (Cankar bezahlte ihr Begräbnis mit dem vorgeschossenen Honorar für seinen ersten Gedichtband Erotika) zog Cankar nach Ljubljana. 1898 lebte er kurzzeitig in Pula, um im Herbst nach Wien zu ziehen, wo er sich als Schriftsteller niederließ; neben seiner in Prag lebenden Autorenkollegin Zofka Kveder war Cankar der erste slowenische Berufsschriftsteller. Die längste Zeit wohnte er im Arbeiterbezirk Ottakring, den er in zahlreichen Texten verewigte und u. a. auch den Schauplatz einiger seiner Romane bildet (s. u.).
Cankar verbrachte elf Jahre in Wien, er schrieb jedoch nie für ein anderes als für das slowenische Publikum. So „spielt“ auch der Großteil seines in Wien entstandenen Werks in Slowenien. Schon vor der Übersiedlung nach Wien waren die beiden Dramen Romantične duše (Romantische Seelen, 1897) und Jakob Ruda (1898) entstanden, von denen Letzteres im Jahr 1900 in Ljubljana auch inszeniert wurde. Cankars erste Buchpublikation, der im Frühjahr 1899 erschienene und mit Elementen moderner Dekadenz angereicherte Gedichtband Erotika, geriet zum Skandal, weil der Bischof von Ljubljana, Anton Bonaventura Jeglič, bald nach der Veröffentlichung alle noch verfügbaren Exemplare aufkaufen und vernichten ließ. Cankar selbst ließ sich dadurch nicht beirren, weil die Rechte am Buch ja automatisch an den Autor zurückfallen würden, wenn der Verleger (bzw. der Bischof, falls dieser auch die Rechte an dem Buch erworben haben sollte) binnen dreier Jahre nach Ausverkauf der ersten Auflage keine Neuauflage besorgen würde. Im Übrigen betrachtete er den Skandal als eine willkommene Reklame für seinen Erzählband Vinjete (Vignetten), der noch im selben Jahr (1899) erscheinen sollte.
Auf Fotografien inszenierte sich der junge Autor gern als großstädtischer Dandy, auch wenn er in ständigen Geldnöten war und oft auf Pump lebte. Ein erklecklicher Anteil seiner Korrespondenz mit Verlegern, Bekannten und Freunden bezieht sich auf finanzielle Angelegenheiten. In einer seiner Erzählungen berichtet der Ich-Erzähler allerdings auch darüber, wie er den Vorschuss für ein Buch in einen ganztägigen Fiakerausflug mit seiner Braut ins Umland von Wien investiert.
Dieser dekadenten Selbstinszenierung steht der im proletarischen Umfeld der Vorstadt lebende und pausenlos arbeitende Autor gegenüber, dessen „anderer Blick“ auf die an ihren Klassengegensätzen laborierenden Donaumetropole sich in einer klaren und bewussten Distanzierung von der Wiener literarischen Moderne äußerte. In Wien begann sich Cankar auch politisch zu organisieren. 1907 ließ er sich als Kandidat der Sozialdemokratischen Partei der Südslawen für den Reichsrat aufstellen und unternahm eine Wahlkampftour durch seinen Wahlkreis Litija und Zagorje. War diese Kandidatur im Wesentlichen auch nur eine biographische Episode, die keine weitere konkrete politische Arbeit für die slowenische Sozialdemokratie nach sich zog, so blieb Cankar der Partei dennoch verbunden – als Vortragender in slowenischen Arbeitervereinen, und als kritischer Begleiter und Kommentator ihrer Beschlüsse, die er in Einzelfragen – z. B. der in der sogenannten Tivoli-Resolution 1909 „verabschiedeten“ sprachlichen und kulturellen Vereinigung der Südslawen – auch öffentlich missbilligte.
1909 nutzte Cankar eine Reise nach Sarajevo, um anschließend nicht mehr nach Wien zurückzukehren und sich so auch der Einlösung des Heiratsversprechens, das ihn an die Tochter seiner Zimmerwirtin seit Jahren band, zu entziehen. Er lebte zunächst in einem Hotel in Ljubljana und zog 1910 im Gasthaus auf dem Rožnik ein, wo er ein eigenes (heute zum Erinnerungsraum für Cankar ausgestaltetes) Nebenhäuschen bewohnte. Die bereits für Dezember 1909 geplante Aufführung seines Dramas Hlapci (Knechte) kam nicht zustande, weil die Krainer Zensurbehörde mehr als 60 Stellen als gefährlich für die öffentliche Ruhe und Ordnung einstufte und Cankar letztlich auf Anraten des Zensurbeirats sein Stück zurückzog, um einem gesamtösterreichischen Aufführungsverbot zuvorzukommen. Als Lesetext in Buchform konnte das Stück anstandslos erscheinen. 1911 stellte er nach mehr als siebenjähriger Arbeit das Drama Lepa Vida (Lepa Vida) fertig, das Anfang 1912 seine Uraufführung im Laibacher Landestheater erlebte. 1913 ging Cankar für eine Woche ins Gefängnis, nachdem er sich in seiner Rede Slovenci in Jugoslovani (Die Slowenen und die Jugoslawen) angesichts der Balkankriege in unflätiger Weise über die österreichische Diplomatie geäußert, die vor allen anderen dafür verantwortlich zu machen sei, wenn sich die „Utopie“ eines Bundesstaates der Südslawen bald erfülle. Diese Rede zielte recht offen auf eine politische Vereinigung der Südslawen in einer Föderation ohne Beteiligung Österreich-Ungarns und unterschied sich damit auch von der in der Tivoli-Resolution festgeschriebenen Haltung der slowenischen Sozialdemokratie, die noch von einer Vereinigung der Südslawen im österreichischen Staatenverbund ausging und sogar an den Ideen der sogenannten Neoillyristen – vor allem der Verschmelzung der Sprachen und Kulturen – anstreifte, die in der Praxis bedeutet hätten, dass die Slowenen die kroatische Sprache übernehmen und auf ihre kulturelle Selbstbestimmung verzichten.

Im August 1914, nach Beginn des Ersten Weltkriegs, wurde Cankar aufgrund einer Denunziation und ohne gerichtliche Anklage wegen angeblicher, in einem Gasthaus getätigter „serbophiler“ Äußerungen für sechs Wochen auf der Laibacher Burg interniert. 1915 wurde er trotz schlechter gesundheitlicher Verfassung zusammen mit anderen slowenischen Intellektuellen zum Militärdienst in Judenburg eingezogen, allerdings bereits nach sechs Wochen ausgemustert. Da es auf dem Rožnik mittlerweile neue Besitzer gab, mit denen sich Cankar nicht verstand, wich er zum Schreiben immer öfter auf das Hotel Union im Zentrum Ljubljanas aus, wo ihm gelegentlich ein Zimmer zur Verfügung gestellt wurde, in dem er sich zum Schreiben einsperren ließ. 1917 zog Cankar endgültig in die Innenstadt, nachdem er vorübergehend konfiniert worden war. Trotz seines schlechten, von Depression und Alkoholismus gezeichneten Gesundheitszustandes hielt Cankar noch 1918 politische Reden in Arbeiterbildungsvereinen in Triest und Ljubljana. Ende Oktober 1918 stürzte er über die Treppe zu seiner letzten Wohnung und zog sich eine Verletzung des Genicks zu. Er verstarb am 11. Dezember 1918 im Krankenhaus an den Folgen einer Lungenentzündung. Die Kosten für seine einem Staatsbegräbnis gleichende Beisetzung auf dem Friedhof Žale in Ljubljana übernahm die damalige Nationalregierung für Slowenien. 1923 wurden Cankars Überreste zusammen mit jenen seiner ehemaligen Freunde und Dichterkollegen Dragotin Kette (1876–1899) und Josip Murn (1879–1901) in ein Gemeinschaftsgrab auf dem Friedhof Žale überführt.

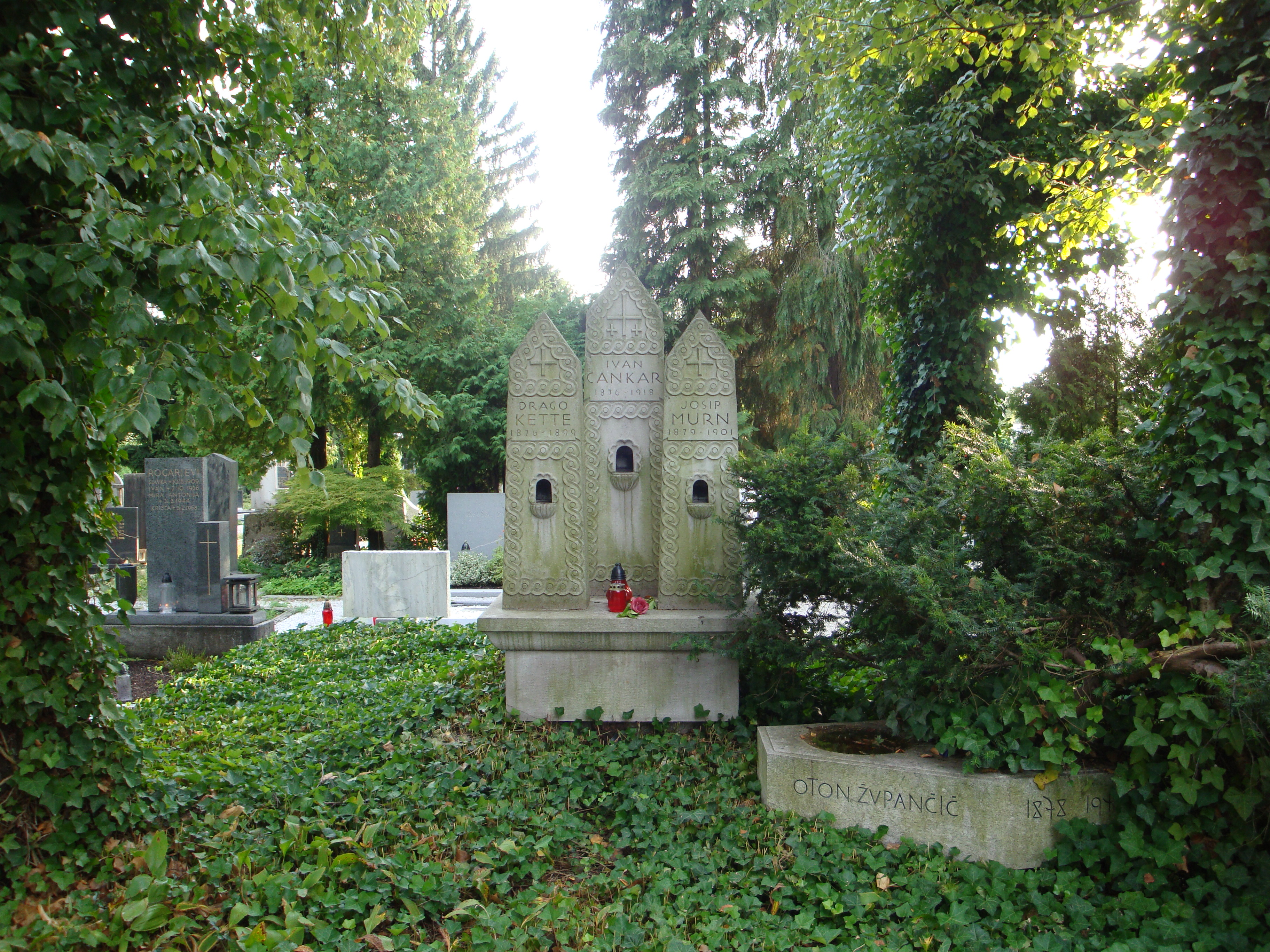
Das gemeinsame Grab von Cankar, Murn und Kette auf dem Friedhof Žale

## Werk

### Die Anfänge, Cankar als Lyriker
Ivan Cankar prägte als Erzähler, Dramatiker, Essayist, Kulturpublizist und als politischer Redner das slowenische Literatur- und Kulturgeschehen weit über seine Zeit hinaus. Seine Bedeutung als Lyriker wird von jener seiner Weggefährten Dragotin Kette, Josip Murn und Oton Župančič (1878–1949) übertroffen, und Cankar veröffentlichte nach den Erotika (1899, zweite, erweiterte Auflage 1902) auch keinen weiteren Gedichtband mehr.

### Dramatik
Seine große und nachhaltige Bedeutung erwarb sich Cankar mit seiner Prosa, die auch im Hinblick auf die schiere Textmenge den großen Hauptteil seines Werks bildet. Man darf aber nicht übersehen, dass Cankar noch vor den ersten Buchveröffentlichungen im Jahr 1899 (des Gedichtbands Erotika und des ersten Erzählbandes Vinjete) bereits zwei Dramen fertiggestellt hatte, von denen eines, Jakob Ruda (1898), auch relativ zeitnah (i. J. 1900) aufgeführt wurde. Tatsächlich ist denkbar, dass der Dramatiker Cankar heute einen vergleichbaren Rang einnähme wie der Prosaist, wäre die Aufführung seiner weiteren Stücke – der Komödie Za narodov blagor (1900, Zum Wohl des Volkes) und des Dramas Kralj na Betajnovi (1901, Der König von Betajnova) – nicht durch den damaligen Intendanten am Laibacher Landestheater Fran Govekar verhindert worden, weswegen die Voraussetzungen für eine kontinuierliche Arbeit fürs Theater nicht gegeben waren. Kralj na Betajnovi wurde erst 1904 auf den Spielplan des Landestheaters gesetzt, als Govekar keine Möglichkeit mehr sah, die Inszenierung noch weiter hinauszuzögern. Die Uraufführung von Za narodov blagor fand 1905 überhaupt in Prag und in tschechischer Sprache statt, das Stück konnte erst 1906, als die Intendanz des Landestheaters wechselte, auch in Ljubljana gespielt werden – diesmal aber sozusagen schon zum ersten möglichen Termin und vor ausverkauftem Haus. Wie sehr sich Cankar als Dramatiker verstand, belegt auch die Tatsache, dass er 1907 in nur zwei Wochen seine Theaterfarce Pohujšanje v dolini šentflorjanski (Die Verderbnis im Sankt Florianital) niederschrieb, die auch umgehend, das heißt zwei Monate nach der Niederschrift und unmittelbar nach Erscheinen der Buchausgabe, uraufgeführt wurde, um anschließend auf Tournee nach Gorizia (sl. Gorica), Celje, Maribor und Ptuj zu gehen und zu Cankars erfolgreichstem Stück zu werden.
Während die Dramen Jakob Ruda und Kralj na Betajnovi psychologisch motivierte Gesellschaftsdramen sind, in denen die rücksichtslose Profit- und Machtgier der Protagonisten mit der Wiederkehr einer verdrängten Schuld kontrastiert, zielen die Komödie Za narodov blagor und die Farce Pohujšanje v dolini šentflorjanski auf prinzipienloses politisches Strebertum und kollektive moralische Heuchelei ab. Das folgende Drama in fünf Akten Hlapci (1910, Knechte) war eine direkte Reaktion auf die nach den Reichsratswahlen 1907 in Slowenien eingekehrten Verhältnisse, als die mit absoluter Mehrheit regierenden Klerikalen damit begonnen hatten, gegen Liberale im öffentlichen Dienst zu hetzen und systematisch die Beseitigung jeglichen Freidenkertums aus dem Schuldienst zu betreiben. Eine Aufführung kam aus den oben erwähnten Gründen (Zensur) erst nach dem Tod des Autors zustande.
Sein letztes Theaterstück, Lepa Vida (1911) – laut Oton Župančič der tragische „Schwanengesang jener so träumerischen, kranken und doch auf ihre Art so mutigen Generation, die sich teilweise schon ins Grab gelegt hat“ – greift noch einmal die vor allem für den frühen Cankar charakteristische Sehnsuchtsthematik auf und baut sie zum poetischen Vermächtnis an die nachfolgende Generation aus, den „Weg ins Licht“ weiterzugehen. Den realen und auch sehr persönlichen Hintergrund für dieses in der slowenischen Literatur einzigartige Dramenpoem bildet die Erinnerung an die Freunde Dragotin Kette und Josip Murn, die beide sehr jung und in völliger Armut in der Cukrarna gestorben waren – einer ehemaligen Zuckerfabrik, die nach dem großen Erdbeben 1895 als Armenasyl für Teile der Bevölkerung Ljubljanas gedient hatte und wo auch Cankar 1897 eine Zeitlang von Josip Murn aufgenommen worden war. Vor allem durch Cankar, der den sozialen Entstehungszusammenhang der modernen slowenischen Literatur schon vor Lepa Vida mehrfach literarisch verarbeitet und auch essayistisch thematisiert hatte, wurde die Cukrarna zu einem wichtigen Erinnerungsort der slowenischen Moderne.

### Prosa
Seinen Weg als Prosaist begann Ivan Cankar mit Prosaskizzen und Novellen – vgl. die Erzählbände Vinjete (1899, Vignetten), Knjiga za lahkomiselne ljudi (1901, Buch für Leichtsinnige) und Ob zori (1903, Im Morgengrauen) – die Cankar als Kritiker der slowenischen gesellschaftlichen Verhältnisse zeigen, thematisch aber zum Teil auch auf sein Wiener Lebensumfeld bezogen sind, vor allem auf die rasant wachsende und von schweren sozialen Problemen gezeichnete Vorstadt Wien ist auch Schauplatz mehrerer seiner Langerzählungen und Romane, so etwa im Künstlerroman Tujci (1901, Die Fremden), im Roman Hiša Marije Pomočnice (1904, Das Haus der Barmherzigkeit) oder in der Erzählung Nina (1906, Nina), in denen unter anderem von den gescheiterten Hoffnungen Zugewanderter, von Krankheit, sozialem und familiärem Elend, physischer Misshandlung und (in Haus der Barmherzigkeit) auch vom sexuellen Missbrauch von Kindern die Rede ist. Diese Texte wurden von den slowenischen Kritikern fast durchwegs abgelehnt, weil „fremde“ Stoffe samt ihrer ohnehin als fremd und dekadent verschrienen modernen Ästhetik der bodenständigen slowenischen Leserschaft nicht zuzumuten seien. Nachdem ein (liberaler) Kritiker den Roman Hiša Marije Pomočnice als eine „künstlerisch vollendete Pornograhie“ verrissen hatte, revanchierte sich Cankar mit dem Kurzroman Gospa Judit (1904, Frau Judit), dem Monolog einer gelangweilten, gut situierten Frau, die über ihre zahlreichen Liebesaffären (u. a. mit Männern des öffentlichen Lebens) erzählt. Der einleitende, auf die Kritiker gemünzte Essay, macht den Roman auch über den konkreten Anlass hinaus als Satire auf den geheuchelten Moralismus der damaligen kulturellen Eliten und ihrer Funktionäre erkennbar.
Eine noch konkretere politische Dimension hatte die persönliche Auseinandersetzung, die Cankar über Jahre mit Fran Govekar, dem Intendanten des Landestheaters führte und die in dem Sammelband Krpanova kobila (1906, Krpans Stute) zusammengefasst ist. Govekar begründete seine Weigerung, Cankars Stücke aufzuführen damit, dass sie keine Besucher anlocken würden – während Cankar die grundsätzliche Frage stellte, welche gesellschaftliche Funktion das Theater zu erfüllen habe und ob man dem slowenischen Publikum nicht Besseres zumuten sollte als Bearbeitungen trivialer volkstümlicher Stoffe.
Eine besondere Rolle spielt bei Cankar der Künstlerroman, neben Tujci (1901, Die Fremden) sind hier insbesondere die Romane Križ na gori (1904) und Novo življenje (1908, Das neue Leben) zu nennen, die alle auf ihre Weise das Motiv der Fremdheit und der Abhängigkeit des (bildenden) Künstlers von einem alles andere als kunstaffinen Umfeld behandeln. Die Künstlerthematik ist tatsächlich aber quer durch Cankars Werk anzutreffen, verstreut in einer Vielzahl von Skizzen und Novellen, in seinen Theaterstücken (vor allem in Pohujšanje v dolini šentflorjanski und in Lepa Vida), sowie in publizistischen Beiträgen und öffentlichen Vorträgen, in denen Cankar die gesellschaftliche Position des Künstlers in der slowenischen Gesellschaft analysierte. In seinem Bericht über die erste Ausstellung slowenischer Künstler in der Wiener Galerie Miethke 1904 echauffierte sich Cankar über die Ignoranz der heimischen Berichterstattung, die die moderne slowenische Kunst pauschal herabwürdigte, während die Wiener Kritik voll des Lobes für die ausgestellten Künstler war.
Cankars polemische Auseinandersetzung mit der heimischen Literaturkritik, die von seinem Eintreten für eine dem Werk adäquate Kunstvermittlung im Grunde nicht zu trennen ist, erreichte 1910 im satirischen (genremäßig zwischen Erzählung und Essay stehenden) Text Bela krizantema (Die weiße Chrysantheme) ihren Höhepunkt. In besonderer Weise engagierte er sich für die gesellschaftliche Wertschätzung von Kunst und Literatur, die sich nicht zuletzt in einer angemessenen Bezahlung der Künstler niederschlagen müsse. Er lehnte jedes utilitäre, auf Erbauung und ideelle Affirmation gerichtetes Kunstverständnis ab und verband seine Kritik an einer ausbeuterischen kulturellen Praxis deutlich mit seiner Kritik an den kapitalistischen Produktionsbedingungen.
Noch vor den Reichsratswahlen 1907, mit deren unmittelbaren Folgen für die Gesinnungsfreiheit sich das späte Drama Hlapci (1910, Knechte) auseinandersetzen sollte, beschrieb Cankar im Roman Martin Kačur (1906) den Lebenslauf eines freisinnigen Lehrers, der auf Betreiben der Geistlichkeit in die tiefste Provinz versetzt wird, um nach Jahren als gebrochener Mann in die Stadt zurückzukehren und zu erkennen, dass seine opportunistischen Kollegen mittlerweile die Seiten gewechselt haben und ihn für seinen verzopften „Klerikalismus“ verachten. Seine bekannteste und meistübersetzte Erzählung Hlapec Jernej in njegova pravica (1907, Der Knecht Jernej und sein Recht) schrieb Cankar im Anschluss an seinen Wahlkampf für den Reichsrat. Sie handelt von einem generationellen Konflikt, der sich zwischen einem alt gewordenen Großknecht und dem jungen Bauern um die Frage entzündet, ob nur der formelle Erbe ein Anrecht auf den Genuss des Besitzes haben soll oder auch jene, die ihn durch ihre Arbeit geschaffen haben. Diese meist als Parabel bezeichnete Erzählung endet damit, dass der alte Jernej den Hof, den er mitaufgebaut und de facto geleitet hat, niederbrennt und in den Flammen stirbt. Sie wurde üblicherweise auf ihre politische oder ethische Aussage hin befragt, wobei die Interpretationsansätze von einer vermeintlichen „Umdichtung des kommunistischen Manifests“ bis hin zu einer behaupteten exegetischen Auslegung biblischer (vor allem alttestamentarischer) Motive durch den Autor reichen. Auf die schlüssige psychologische Motivierung dieser Erzählung und ihrer Figuren, die den Knecht Jernej auch als ein herausragendes Beispiel für Cankars psychologische Prosa und die Hauptfigur selbst als eine einigermaßen problematische Identifikationsinstanz erscheinen lässt, wurde erst in jüngerer Vergangenheit hingewiesen.
Bei aller politischen Bedeutung, die die genannten Themen in Cankars bisweilen grob satirischer Prosa einnehmen, muss auf die konzentrierte und zur äußersten sprachlichen Verdichtung neigende Poetik hingewiesen werden, die einen erheblichen Teil seiner Prosa – und mit Lepa Vida (1911) auch einen Teil seiner Dramatik – kennzeichnet. Wir finden dies bereits in sprachlich durchkomponierten früheren Skizzen und auch in längeren Erzählungen, besonders im Roman Hiša Marije Pomočnice (1904, Das Haus der Barmherzigkeit) oder auch in der Erzählung Nina (1906, Nina), wo die mit Schilderungen extremen sozialen Elends kontrastierende Sehnsucht nach einer Art Transzendenz in der Schönheit gleichsam unmittelbar vor Augen geführt wird. Im Hlapec Jernej (Der Knecht Jernej) finden wir eine durch Wiederholung, Variation und Steigerung geprägte erzählerische Struktur, welcher eine wuchtige, litaneiartige Diktion unterliegt, die für sich genommen bereits als expressionistisches Formelement gelten kann. In der Erzählung Kurent (1909, Kurent) steigert sich dieser auf Kontrasten aufbauende „Expressionismus“ zu einer traumhaften Erzählung, in der uns gleichsam das kollektive, mythische Bewusstsein als Protagonist entgegentritt. Die zunehmende Dynamik dieser Erzählung wird durch drei angefügte Sonette Cankars unterstrichen, die die nicht erfüllbare Sehnsucht im Bereich zwischen Dunkelheit und Licht thematisieren. In Milan in Milena (1913, Milan und Milena) steht das Motiv unerfüllbarer Liebe im Mittelpunkt, wobei sich die titelgebenden (und durchaus unsympathischen) Protagonisten im gesamten Verlauf der Erzählung nie begegnen. Dadurch erreicht diese sprachlich bis ins Kleinste durchkomponierte und gedanklich komplexe Erzählung einen Grad an metaphysischer Abstraktheit, ohne im Einzelnen auf die realistische Zeichnung und psychologisch nachvollziehbare Motivierung der Charaktere zu verzichten.
Der Großteil von Cankars später Prosa ist allerdings der Kurzprosa zuzurechnen, die Cankar teilweise noch selbst zu thematischen Erzählbänden bzw. Zyklen zusammenfasste. Dies gilt auch für eine Reihe autobiographischer Erzählungen und Skizzen, die Cankar teilweise in dem posthum (1935) erschienen Band Moja njiva (Mein Acker) zusammenfasste und die in den (episodisch strukturierten) Memoiren Moje življenje (1914, Mein Leben) gipfelten, Cankars letzten größeren Text stellt die etwa zur selben Zeit entstandene und erst posthum (1921) erschienene, stark autobiographische Erzählung Grešnik Lenart (Der Sünder Lenart) dar, die verschiedentlich in die Nähe des Expressionismus gerückt wurde und die der Schriftsteller Alojz Kraigher in der einzigen, 1922 erschienenen Rezension als Vorläufer der Traumbilder bezeichnete.
Auch in ihrer thematischen Vielfalt ist Cankars späte Kurzprosa nicht auf die oft behauptete Prädominanz des „bekennenden“ (auf das persönliche Bekenntnis des Autors gerichteten) Genres herunterzubrechen. Die Protagonisten im Triptychon Volja in moč (1911, Wille und Kraft), stehen nahezu allegorisch für die Probleme einer Generation, die einer sterbenden (der liberalen) Kulturepoche entstammt und an Selbsthass, Willensschwäche und pathologischer Ambivalenz zugrunde geht, wobei zwei dieser Protagonisten bemerkenswerterweise wieder Künstler sind. Ganz anders die 1911–1913 entstandenen Kurzerzählungen Iz tujega življenja (Aus fremdem Leben), die in Form von Miniaturen das Nicht-Ergründbare im Verhältnis des Menschen zum Tier behandeln und sowohl thematisch (in der Formulierung des nicht weiter ergründbaren Grundes) als auch in formaler Hinsicht in einem direkten Zusammenhang mit Cankars letztem noch zu Lebzeiten des Autors in Buchform erschienenen Erzählzyklus, den Podobe iz sanj (1914–1917, Traumbilder), stehen, der unmittelbar auf den Ersten Weltkrieg und die Schrecken des Krieges reagiert. In der Einleitung zu diesem heute bereits dem Expressionismus zugerechneten Zyklus geht Cankar explizit auf die in den Tiergeschichten vorweggenommene Unergründbarkeit der menschlichen Existenz ein und erhebt ihn, indem er ihn an den Zyklus Aus fremdem Leben bindet, über einen trivialisierenden und ideologisch motivierten Deutungszusammenhang, wonach Cankar in den Traumbildern aus der „kritischen Konfrontation mit der slowenischen Gesellschaft, aus der Entfremdung zwischen Individuum und Volksgemeinschaft“ zu „patriotischer Liebe“ gefunden habe.

## Werke
Um die zeitgenössische Übertragung von Cankars Texten ins Deutsche hat sich Erwin Köstler verdient gemacht. Diese wurden überwiegend vom Drava Verlag in Klagenfurt veröffentlicht. Frühere Buchübersetzungen Cankars ins Deutsche besorgten Gusti Jirku (1929, 1930), Herta Kralj, Josef Friedrich Perkonig (1947, 1953) und Manfred Jähnichen (1965, 1984).

### Kritische Gesamtausgabe
- Zbrano delo. 1–30. Ljubljana: Državna založba Slovenije 1967–1976.

### Gedichtbände
- Erotika (1899)
- Erotika (zweite, erw. Auflage 1902)

### Stücke
- Romantične duše (1897)
- Jakob Ruda (1898)
- Za narodov blagor (1900)
- Kralj na Betajnovi (1901)
- Pohujšanje v dolini šentflorjanski (1907), auf Deutsch: Die Verderbnis im Sankt Forianital. In: Knechte. Dramatische Werke. Aus dem Slowenischen übersetzt, mit Anmerkungen und einem Nachwort versehen von Erwin Köstler. Drava, Klagenfurt/Celovec 2001, S. 7–71.
- Hlapci (1910), auf Deutsch: Knechte. In: Knechte. Dramatische Werke. Aus dem Slowenischen übersetzt, mit Anmerkungen und einem Nachwort versehen von Erwin Köstler. Drava, Klagenfurt/Celovec 2001, ISBN 978-3-85435-347-8, S. 73–146.
- Lepa Vida (1911), auf Deutsch: Lepa Vida. In: Knechte. Dramatische Werke. Aus dem Slowenischen übersetzt, mit Anmerkungen und einem Nachwort versehen von Erwin Köstler. Drava, Klagenfurt/Celovec 2001, S. 147–198.

Erzählbände
- Vinjete (1899)
- Knjiga za lahkomiselne ljudi (1901)
- Ob zori (1903)
- Krpanova kobila (1906)
- Zgodbe iz doline šentflorjanske (1908)
- Za križem (1909)
- Volja in moč (1911), auf Deutsch: Wille und Kraft. In: Milan und Milena. Erzählungen. Aus dem Slowenischen übersetzt, mit Anmerkungen und einem Nachwort versehen von Erwin Köstler. Drava, Klagenfurt/Celovec 2011, ISBN 978-3-85435-653-0, S. 7–130.
- Iz tujega življenja (1911–1913), auf Deutsch: Aus fremdem Leben. Neuübersetzung aus dem Slowenischen von Erwin Köstler. 16er-Reihe Die wilden Slowenen. Frankfurt a. M.: axel dielmann – verlag 2023.
- Podobe iz sanj (1917), auf Deutsch: Traumbilder. Aus dem Slowenischen übersetzt, mit Anmerkungen und einem Nachwort versehen von Erwin Köstler. Drava, Klagenfurt/Celovec 1998, ISBN 978-3-85435-295-2.

#### Posthum erschienen
- Moje njive

Nur auf Deutsch:
- Vor dem Ziel. Literarische Skizzen aus Wien. Aus dem Slowenischen und mit einem Vorwort von Erwin Köstler. Drava, Klagenfurt/Celovec 1994, 21998, ISBN 978-3-85435-211-2.
- Pavličeks Krone. Literarische Skizzen aus Wien. Aus dem Slowenischen übersetzt und mit einem Nachwort versehen von Erwin Köstler. Drava, Klagenfurt/Celovec 1995, ISBN 978-3-85435-245-7

Romane, Novellen, autobiographische Schriften (Auswahl)
- Tujci (1901), auf Deutsch: Die Fremden. Aus dem Slowenischen übersetzt, mit Anmerkungen und einem Nachwort versehen von Erwin Köstler. Drava, Klagenfurt/Celovec 2004, ISBN 978-3-85435-431-4.

- Na klancu (1902), auf Deutsch: Am Hang. Aus dem Slowenischen übersetzt, mit Anmerkungen und einem Nachwort versehen von Erwin Köstler. Drava, Klagenfurt/Celovec 2007, ISBN 978-3-85435-512-0.
- Hiša Marije Pomočnice (1904), auf Deutsch: Das Haus der Barmherzigkeit. Aus dem Slowenischen übersetzt von Erwin Köstler. Klagenfurt/Celovec 1996. ISBN 978-3-85435-257-0.
- Gospa Judit (1904), auf Deutsch: Frau Judit. Aus dem Slowenischen übersetzt, mit Anmerkungen und einem Nachwort versehen von Erwin Köstler. Drava, Klagenfurt/Celovec 2003, ISBN 978-3-85435-409-3.
- Križ na gori (1905)

- Smrt in pogreb Jakoba Nesreče (1905), auf Deutsch: Tod und Begräbnis des Jakob Unglück. In: Aus fremdem Leben. Erzählungen und Novellen. Aus dem Slowenischen übersetzt und mit einem Nachwort versehen von Erwin Köstler. Drava, Klagenfurt/Celovec 1997, S. 61–132.
- Martin Kačur (1906), auf Deutsch: Martin Kačur. Lebensbeschreibung eines Idealisten. Aus dem Slowenischen übersetzt, mit Anmerkungen und einem Nachwort versehen von Erwin Köstler. Drava, Klagenfurt/Celovec 2006.
- Nina (1906), auf Deutsch: Nina. In: Nina. Kurent. Zwei Erzählungen. Aus dem Slowenischen übersetzt von Erwin Köstler und Kristina Kallert. Mit Anmerkungen und einem Nachwort von Erwin Köstler. Drava, Klagenfurt/Celovec 1999, ISBN 978-3-85435-309-6, S. 7–133.
- Hlapec Jernej in njegova pravica (1907), auf Deutsch: Der Knecht Jernej und sein Recht. Aus dem Slowenischen neu übersetzt von Erwin Köstler. Ljubljana: Škrateljc, Laafeld: Artikel-VII-Kulturverein – Pavelhaus 2018, 84–167.
- Marta (1907) (Fragment)
- Novo življenje (1908)

- Kurent (1909), auf Deutsch: Kurent. In: Nina. Kurent. Zwei Erzählungen. Aus dem Slowenischen übersetzt von Erwin Köstler und Kristina Kallert. Mit Anmerkungen und einem Nachwort von Erwin Köstler. Drava, Klagenfurt/Celovec 1999, ISBN 978-3-85435-309-6, S. 135–233.
- Iz Ottakringa v Oberhollabrunn (1911, Erstveröff. 1929), auf Deutsch: Von Ottakring nach Oberhollabrunn. Aus dem Slowenischen von Katharina Schober. In: Lenau Forum 18/1–4 (1992), S. 71–92.
- Milan in Milena (1913), auf Deutsch: Milan und Milena: In: Milan und Milena. Aus dem Slowenischen übersetzt, mit Anmerkungen und einem Nachwort versehen von Erwin Köstler. Drava, Klagenfurt/Celovec 2011, ISBN 978-3-85435-653-0, S. 131–238.
- Moje življenje (1914), auf Deutsch: Mein Leben. In: Der Sünder Lenart. Zwei Erzählungen. Aus dem Slowenischen übersetzt, mit Anmerkungen und einem Nachwort versehen von Erwin Köstler. Drava, Klagenfurt/Celovec 2002, ISBN 3-85435-376-6, S. 5–75.
- Grešnik Lenart (1914/1915, Erstveröff. 1921), auf Deutsch: Der Sünder Lenart. Biographie eines Kindes. In: Der Sünder Lenart. Zwei Erzählungen. Aus dem Slowenischen übersetzt, mit Anmerkungen und einem Nachwort versehen von Erwin Köstler. Drava, Klagenfurt/Celovec 2002, ISBN 3-85435-376-6, S. 77–201.

### Essayistik
- Weiße Chrysantheme. Kritische und politische Schriften. Aus dem Slowenischen übersetzt, mit Anmerkungen und einem Nachwort versehen von Erwin Köstler. Drava, Klagenfurt/Celovec 2008, ISBN 978-3-85435-543-4.

## Nachleben
In seinem Geburtsort Vrhnika (Oberlaibach, 20 Kilometer von Ljubljana entfernt) gibt es ein Cankar-Museum. Auch das 1981 in Ljubljana eröffnete Kultur- und Kongresszentrum Cankarjev dom wurde nach ihm benannt, ebenso wie der Stadtbezirk Ivan Cankar in der Stadtgemeinde Maribor.
In Ljubljana befindet sich eine Bronzebüste des Autors sowie ein Gedenkraum im Stadtmuseum.
Das Bildnis Cankars zierte bis 2006 die 10.000-Tolar-Banknote, Sonderbriefmarken mit seinem Konterfei wurden von der jugoslawischen und der slowenischen Post herausgegeben.
Cankars gesammelte Werke wurden vom Verlag Državna založba Slovenije in Ljubljana veröffentlicht.
In Wien-Ottakring befindet sich eine Gedenktafel am ehemaligen Wohnhaus Cankars in der Lindauergasse 26.
Die Cankarstraße in Wien-Donaustadt (22. Bezirk), die u. Ivana Cankara in Sarajevo wurden ebenfalls dem Schriftsteller zu Ehren so benannt.